# Наджахиды
Наджахиды — династия амиров средневекового йеменского эмирата со столицей в Забиде (ок. 1022—1158 гг.).
Основатель государства, эфиоп ал-Муаййад Насир ад-Дин Наджах, был вольноотпущенником правителя государства Зиядидов. Около 1022 года в период ослабления эмирата Зиядидов Наджах закрепился в Забиде в качестве самостоятельного правителя. Аль-Ахвал Саид, сын и наследник Наджаха, с переменным успехом вёл долгую войну с государством Сулайхидов. В самом начале его правления Сулайхиды на какое-то время захватили Забид. В ходе упорной борьбы аль-Ахвалу Саиду удалось вытеснить Сулайхидов из Забида, захватить Мекку и в 1067 году убить главу государства Сулайхидов ад-Даи Али ас-Сулайхи. В 1083 году Сулайхидам вновь удалось захватить Забид. Последующая пятилетняя война закончилась полным разгромом и гибелью амира аль-Ахвала Саида и бегством его брата Джайаша в Индию. Последнему через два года удалось разбить войска Сулайхидов и вернуть себе власть над эмиратом. При внуке Джайаша амире Фатике II (1124—1137) на территории Йемена распространилось религиозно-политическое движение Махдидов. В 1144 году Махдиды подняли восстание против амира Фатика III (1137—1158), но были разбиты и бежали в горы. Однако около 1158 года Махдидам удалось одержать верх над силами Фатика III, захватить Забид и положить конец государству Наджахидов.

## Список правителей
- ок. 1022—1060 гг. аль-Муайад Насир ад-Дин Наджах
- 1060—?, 1067—1083, 1086—1088 гг. аль-Ахвал Саид бин Наджах
- 1089 — ок. 1107 гг. Джайаш бин Наджах
- ок. 1107—1109 гг. Фатик I бин Джайаш
- 1109—1124 гг. Мансур бин Фатик
- 1124—1137 гг. Фатик II бин Мансур
- 1137 — ок. 1158 гг. Фатик III бин Мухаммад